# Ловушка для бигфута

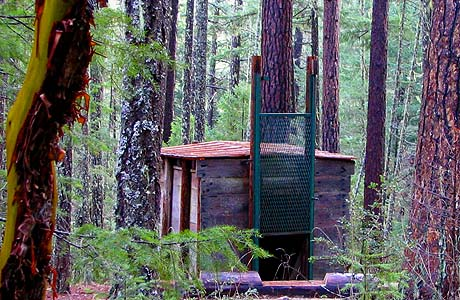
Ловушка для бигфута

Ловушка для бигфута — ловушка, расположенная в национальном лесу Сискийю, округ Джэксон, штат Орегон, США, в нескольких милях от границы со штатом Калифорния. Ловушка была предназначена для поимки бигфута — гоминида-криптида, который якобы обитает в лесах американского Тихоокеанского Северо-Запада. Является единственной подобной ловушкой в мире.

## Описание
Ловушка представляет собой небольшое деревянное строение площадью 3×3 м, сложенное из досок, скреплённых между собой прутьями толстой арматуры и закреплённое на земле с помощью телефонных столбов. На строительство ловушки было получено специальное разрешение от Лесной службы США, однако дверь, ранее запиравшаяся, открыта с 1980 года. Место, в котором была размещена ловушка, на тот момент было отдалено от какой-либо жизнедеятельности человека, поэтому, по предположениям, бигфуты могли перемещаться в этом районе, однако после начала строительства Эпплгейтской дамбы недалеко от ловушки была проложена дорога.

## История
Ловушка была построена в 1974 году по инициативе ныне не существующей исследовательской организации North American Wildlife Research Team (NAWRT), базировавшейся в Юджине, штат Орегон. Ловушка была построена под влиянием рассказов Перри Лоуэлла, шахтёра, жившего около реки Эпплгейт, который утверждал, что находил в своём саду следы, похожие на человеческие, длиной 18 дюймов. NAWRT поддерживала существование ловушки на протяжении шести лет, в качестве приманки регулярно подкладывая туда туши животных, однако поймать удавалось только медведей.
Впоследствии ловушка была оставлена и постепенно приходила в упадок. В 2006 году Лесная служба США в рамках программы Passport in Time program приступила к ремонту ловушки. За последние тридцать лет ловушка превратилась в туристическую достопримечательность, которую ежегодно посещают сотни людей. Вблизи ловушки был снят как минимум один фильм.
Лесная служба наблюдает за ловушкой, но не занимается каким-либо её обслуживанием. Рядом с ловушкой проходит горная тропа Коллингс.